# Człowiek z wywiniętą wargą
Człowiek z wywiniętą wargą (ang. The Man with the Twisted Lip) – opowiadanie Arthura Conana Doyle’a z serii przygód detektywa Sherlocka Holmesa. Pierwsza publikacja w The Strand Magazine w grudniu 1891, następna w tomie Przygody Sherlocka Holmesa w 1892. Ilustracje Sidney Paget. 
Autor umieścił opowiadanie na 16. miejscu na swej liście najbardziej udanych przygód Holmesa.
Znane też pod innymi tytułami polskich przekładów, m.in. Krzywousty, Człowiek z blizną, Blizna i Tajemniczy żebrak ze Swandon Lane.
Dziennikarz Neville St. Clair w poniedziałek rano udał się do Londynu wcześniej niż zwykle, oświadczając, że ma do załatwienia dwie ważne sprawy i obiecując przywieźć zabawki dla dzieci. Następnie jego żona dostała telegraficzną wiadomość, że może odebrać oczekiwaną przesyłkę w poczcie nad Tamizą. Załatwiwszy sprawunki podczas drogi powrotnej przypadkiem mijała podejrzany zaułek, gdzie ujrzała swego męża w oknie domu. St. Clair na jej widok zniknął jakby siłą przez kogoś odciągnięty. Usiłowała wejść, lecz uniemożliwił to gospodarz owego budynku. Po chwili wróciła z policją, przeszukano pokój, w którego oknie ostatni raz widziano zaginionego. W pokoju znajdował się Hugo Boone, kulawy żebrak z wykrzywioną wargą, znany w Londynie z wielkiej elokwencji. Odnaleziono ubranie, które pani St. Clair rozpoznała jako należące do jej męża, oraz zabawki, jakie miał przywieść dla dzieci. Na parapecie były ślady krwi. Boone został zatrzymany jako podejrzany o morderstwo.
Pozostało zagadką, jeśli St. Clair zginął to gdzie są zwłoki, jeśli żyje to czemu się ukrywa. Kobieca intuicja podpowiada żonie, że jej mąż żyje.
Holmes poproszony o pomoc przeprowadza w przebraniu wizję lokalną zaułka, licząc, że zaginiony się ujawni, jednak bez skutku. Spotyka Watsona, szukającego w tej samej okolicy znajomego narkomana, którego ma odprawić do jego domu.
Detektyw i doktor razem wyruszają do domu St. Claira w Kent, by powiadomić o fiasku poszukiwań. 
Pani St. Clair informuje, że właśnie dostała uspokajający list od męża. Charakter pisma wygląda na autentyczny, choć pisano w pośpiechu, jednak list nadano w piątek, zaś St. Clair zaginął w poniedziałek. Sprawa nadal pozostaje otwarta.
Po całonocnych rozmyślaniach Holmes znajduje rozwiązanie, wyrzucając sobie, że trwało to tak długo.
Ekranizacje:
- 1921 film niemy (Holmes - Eille Norwood)[2]
- 1951 p. t. Człowiek, który zaginął (Holmes - John Longden)[3]
- 1965 w serialu BBC (Holmes - Douglas Wilmer)[4]
- 1986 w serialu Granada TV (Holmes - Jeremy Brett)[5]